# Протисяйво

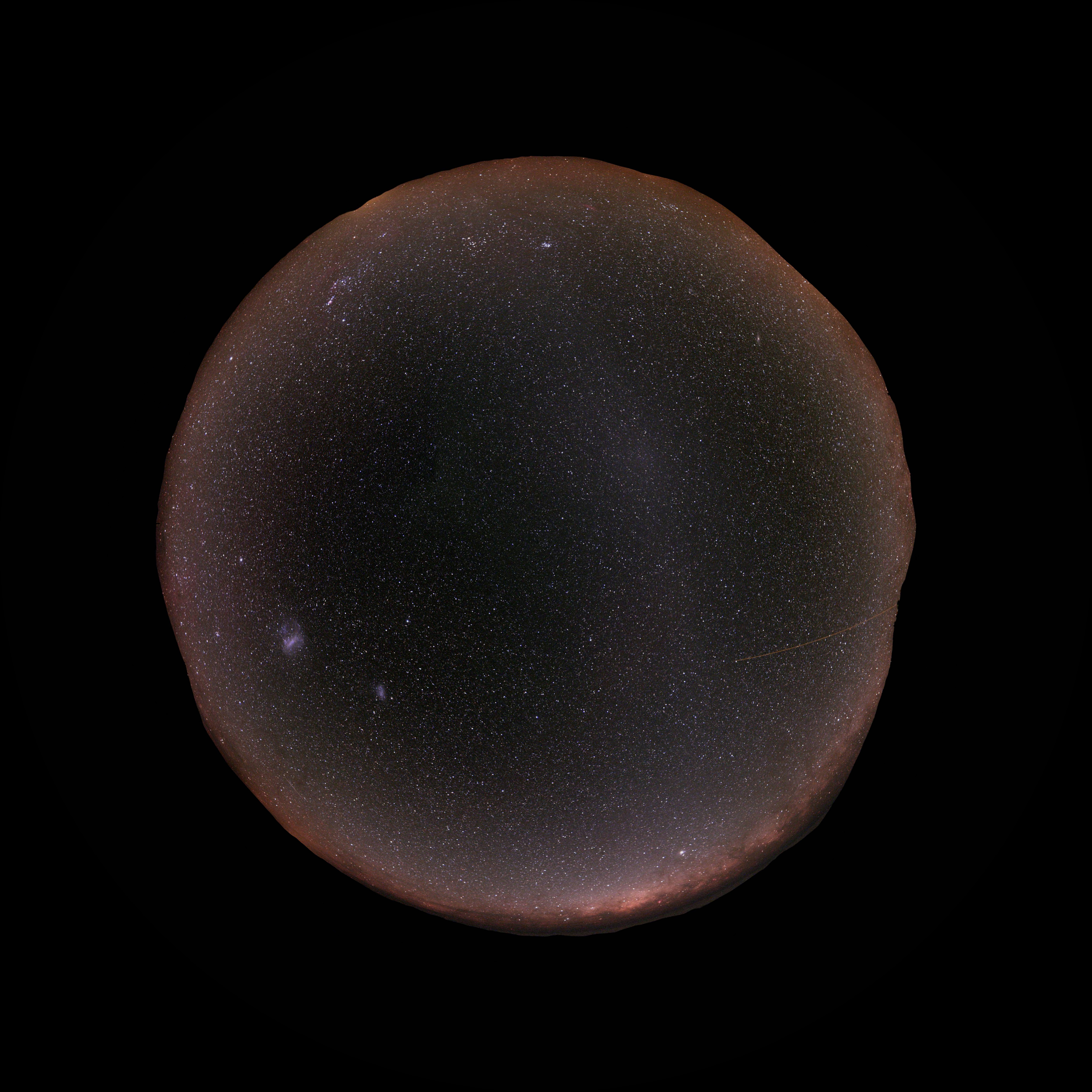
Пляма протисяйва на нічному небі. Знімок виконано в техніці «риб'яче око», Паранальська обсерваторія (Paranal Observatory).

Протисяйво — світла овальна пляма діаметром приблизно 20° на нічному небі, розміщена діаметрально протилежно від Сонця. З'єднується з конусами зодіакального світла так званою зодіакальною смугою — дуже слабким свіченням, що поширюється вздовж екліптики у вигляді смуги шириною близько 10°. Яскравість протисяйва незначна: його видно лише в темні ночі в тропічних і субтропічних широтах у лютому — березні та у вересні — жовтні. Протисяйво зумовлене розсіянням світла на частинках космічного пилу в міжпланетному середовищі.